# Zeche Centrum (Bochum)
Die Zeche Centrum ist ein ehemaliges Steinkohlenbergwerk im heutigen Bochumer Stadtteil Wattenscheid.

## Geschichte

### Gründung und Aufstieg 1858–1890
Im Jahre 1858 gründete sich in Wattenscheid eine bergrechtliche Gewerkschaft ver. Emma & Blankenstein mit der Absicht, in einem kleinen Grubenfeldbesitz östlich des Stadtkernes von Wattenscheid einen Schacht abzuteufen. 1859 wurde von dieser Gewerkschaft ein erster Schacht auf einem Gelände nördlich der Straße von Wattenscheid nach Bochum angesetzt und nach dem Senkschachtverfahren niedergebracht.
Dieser Schacht erreichte 1860 das Steinkohlengebirge und konnte ab 1861 die erste Kohlenförderung zum Eigenbedarf bewältigen. Zugleich zeigte sich, dass zum einen das Grubenfeld zu klein bemessen und die Finanzdecke der Gewerkschaft ver. Emma & Blankenstein zu dünn für ein wirtschaftliches Fortbestehen der Zeche war.
Daher wurde durch Zukauf der Grubenfelder Schwerin und Feodor der Grubenfeldbesitz vergrößert. Gleichzeitig wurden die Kuxe der alten Gewerkschaft in eine neue Gewerkschaft mit mehreren Anteilseignern überführt. Diese gab sich den Namen Gewerkschaft Centrum, da sie den Anspruch stellen wollte, das neue wirtschaftliche Zentrum für Wattenscheid zu sein. Das neue Grubenfeld der Zeche war relativ langgestreckt und reichte von der östlichen Grenze des damaligen Stadtgebietes Wattenscheids bis in das westlich gelegene Essen-Leithe.
1863 begann nun die Kohlenförderung auf Schacht 1 auf breiterer Basis. Zugleich wurde auf der Schachtanlage 1 eine Kokerei zur Weiterverarbeitung geförderter Fettkohle in Betrieb genommen. Am 23. Dezember 1862 ging die Anschlussbahn zur Carolinenglücker Bahn in Betrieb. Damit bestand eine Schienenverbindung zur Cöln-Mindener Eisenbahn-Gesellschaft (CME). 1869 kam eine Schienenverbindung zur Rheinischen Eisenbahn-Gesellschaft (RhE) zum Bahnhof Wattenscheid Rheinisch und 1883 zur Strecke Wattenscheid – Bochum der Bergisch-Märkischen Eisenbahn-Gesellschaft (BME) hinzu.
Bereits 1865 überstieg die Jahresförderung der Zeche Centrum die Marke von 110.000 t, womit die Zeche seinerzeit zu den größeren und leistungsfähigeren Anlagen gerechnet werden konnte. Einen 1869 auftretenden Wassereinbruch konnte die Gesellschaft in Eigenleistung beheben und die Grubenbaue erfolgreich sümpfen.
In der Blütezeit nach dem Deutsch-Französischen Krieg 1870/1871 wurde beschlossen, den nördlichen und westlichen Teil des Grubenfeldes weiterhin zu erschließen. Zunächst wurde 1872 im nördlichen Bereich der Schacht Centrum 2 abgeteuft, der 1875 in Betrieb ging. Er wurde mit einem Malakow-Turm als Fördereinrichtung ausgerüstet. Diese Maßnahme führte zu einer Verdoppelung der Jahresförderung der Zeche.
Die ab 1880 auftretende Krise des Ruhrbergbaus überstand die Zeche Centrum aufgrund ihrer Leistungsfähigkeit ohne Fördereinschränkungen. Lediglich die Expansionspläne der Zeche wurden bis auf weiteres zurückgestellt.

### Expansion 1890–1922
Ab 1890 wurden im Rahmen des neuen Aufschwunges der Montanindustrie die alten Expansionspläne großtechnisch in Angriff genommen. Die Schachtanlage Centrum 1 wurde zur Hauptförderschachtanlage ausgebaut. Hierzu wurde von 1891 bis 1893 neben Schacht 1 der Schacht 3 niedergebracht.
1892 wurde auf Schacht 2 eine weitere Kokerei in Betrieb genommen. Ferner wurde von Schacht 2 aus die Vorrichtung der Grubenbaue in Richtung Westen vorgenommen. Zwei km westlich des Schachts 2 wurde 1893 ein tonnlägiger Wetterschacht, ein schräg abwärts führender Luftschacht ohne Fördereinrichtung, in Betrieb genommen.
1898 wurden in Essen-Leithe die Vorarbeiten zum Abteufen einer neuen eigenständigen Doppelschachtanlage aufgenommen. Der zunächst einzeln abgeteufte Schacht 4 erreichte noch 1898 das Steinkohlengebirge. Hierbei stellte sich heraus, dass die im westlichen Feldesbesitz liegenden Kohlenvorräte nur schwer verkokbare Magerkohle enthielten, während die Zeche Centrum an sich eine Fettkohlenzeche mit Kokereibetrieb war. Daher wurden die Arbeiten zunächst zwecks weiterer Planung unterbrochen.

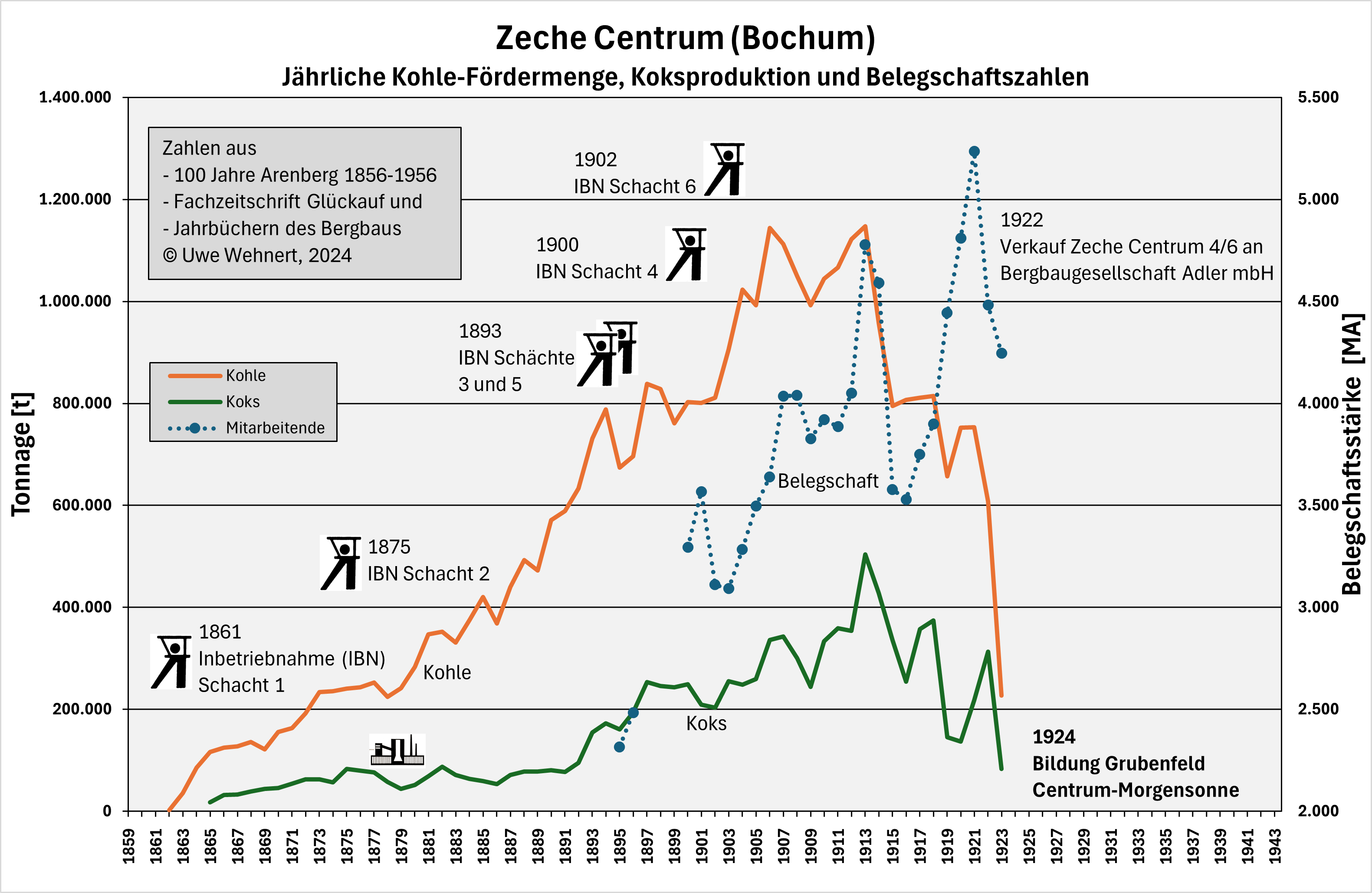
Jährliche Kohleförderung, Koksproduktion und Belegschaftszahl auf der Zeche Centrum 1861–1923

1899 wurde weiterhin der Schacht 1 durch einen Brand außer Betrieb gesetzt, wodurch die Gewerkschaft Centrum in arge finanzielle Bedrängnis kam. Schließlich wurde die Gewerkschaft durch die Rheinischen Stahlwerke zum Stichtag 1. Januar 1900 aufgekauft, wodurch die wirtschaftliche Bonität wiederhergestellt war. Schacht 1 wurde instand gesetzt und mit einem neuen Fördergerüst versehen. Weiterhin wurde der tonnlägige Wetterschacht westlich von Schacht 2 mit einer Schrägfördereinrichtung versehen und fortan als Schacht 5 geführt.
Das Abteufen der Schachtanlage 4 wurde wiederaufgenommen und neben Schacht 4 der Schacht 6 in Angriff genommen. Diese Anlage wurde nebst Grubenfeld von der Zeche Centrum abgespalten und fortan als eigenständige Zeche Centrum 4/6 geführt.
1904 wurde von den Betriebsbereichen Centrum 1/3 und 2/5 eine Förderung von 600.000 t erwirtschaftet. Ab 1915 wurden auf Schacht 1/3 und 2 je eine Brikettfabrik betrieben, da zunehmend auch aus dem Altfeldbereich Magerkohle gefördert wurde. Diese wurden aber nach Ende des Ersten Weltkriegs nacheinander wieder außer Betrieb genommen.

### 1922–1963
In der wirtschaftlich schwierigen Zeit nach dem Ersten Weltkrieg beschloss die Rheinische Stahlwerke AG, sich dauerhaft von dem Magerkohlengeschäft zu trennen. Die Zeche Centrum 4/6 wurde an die Bergbaugesellschaft Adler mbH veräußert. 1924 wurde das Altfeld Centrum mit dem südlich angrenzenden Grubenfeld der Zeche Fröhliche Morgensonne konsolidiert; beide Zechen blieben aber zunächst getrennte Werksdirektionen. Auf lange Frist war aber geplant, die Förderung auf Centrum 1/3 zusammenzufassen, weswegen das Fördergerüst Schacht 3 aufgestockt wurde.

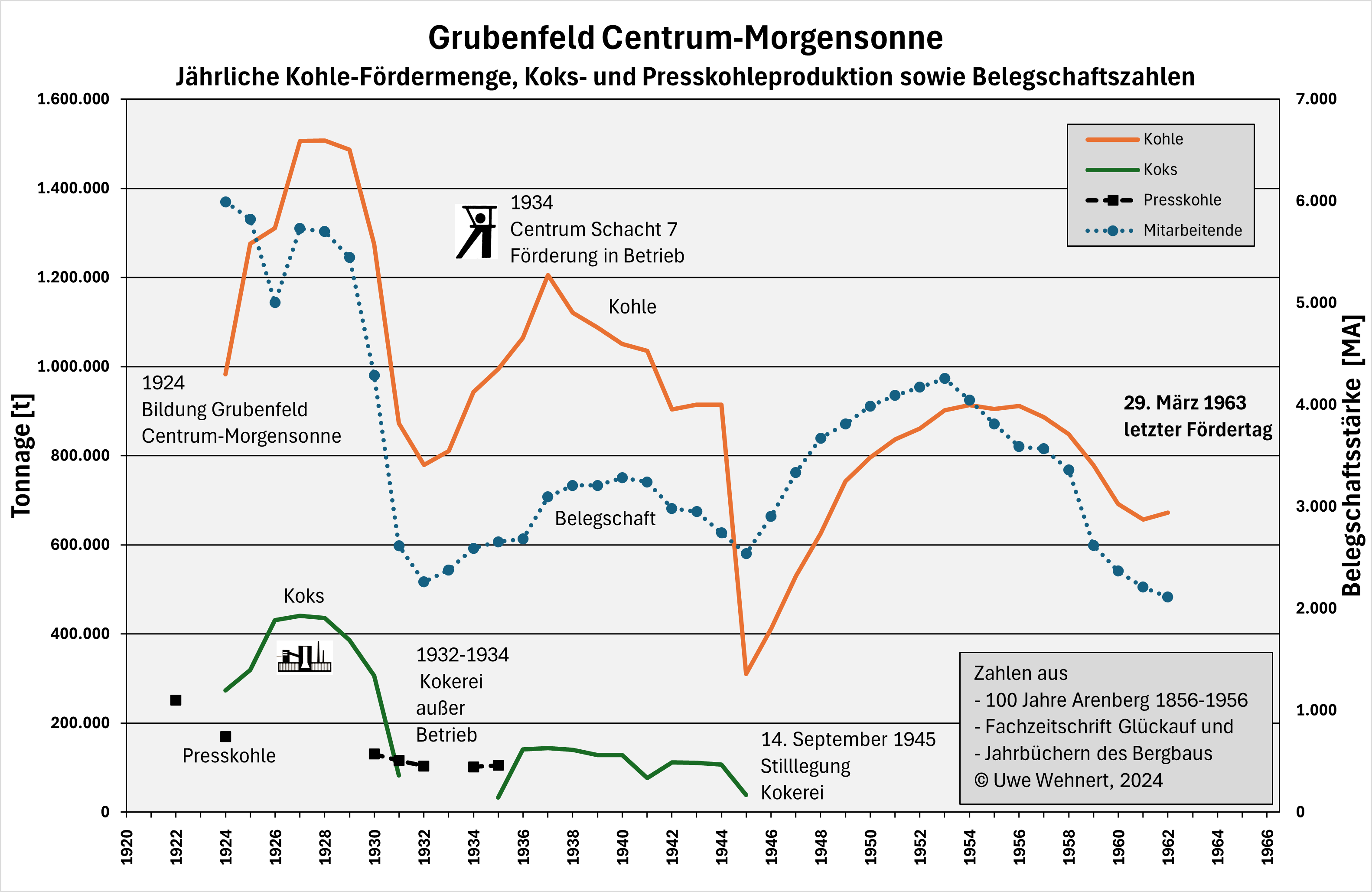
Jährliche Kohleförderung, Koksproduktion und Belegschaftszahl des Grubenfelds Centrum-Morgensonne 1924–1963

Im Rahmen der weltwirtschaftlich angespannten Lage ab 1928 wurden umfassend rationalisiert. Der Betriebsbereich Centrum 2/5 wurde aus der Förderung genommen. Die Kokerei Schacht 2 wurde stillgelegt, Schacht 2 selber wurde Wetterschacht für die Anlage 1/3. Das Westfeld wurde vorerst aufgegeben und der darin befindliche Schacht 5 wurde 1929 verfüllt.
1929 ergab sich, dass Schacht 3 aufgrund von Geländeabsenkungen nicht mehr für den sicheren Förderbetrieb zur Verfügung stehen konnte. Daher wurde auf der Schachtanlage 1/3 ein neuer Förderschacht 7 abgeteuft, der die Gesamtförderung des konsolidierten Grubenfelds übernehmen sollte.
Aufgrund der Weltwirtschaftskrise mussten 1931 die Teufarbeiten zeitweilig unterbrochen werden. Ferner legte man die verbliebene Kokerei Schacht 1/3 still. Aufgrund dieser Verzögerungen kam Schacht 7 erst 1934 in Betrieb. Er wurde zunächst mit einem zweigeschossigen Fördergerüst mit Vollwandstreben ausgestattet. 1935 wurde auf Centrum 1/3/7 eine neue moderne Kokerei in Betrieb genommen. 1937 wurde der nicht mehr benötigte Schacht 3 abgeworfen und verfüllt.
Den Zweiten Weltkrieg überstand die Zeche relativ unbeschadet. Allerdings war die Kokerei durch häufiges Auf- und Abfahren der Temperatur so verschlissen, dass sie 1945 endgültig außer Betrieb genommen wurde. Während der Kriegsjahre wurden auf der Zeche ausländische Arbeitskräfte (Zwangsarbeiter und Kriegsgefangene) eingesetzt.
1951 ging die Zeche Centrum mit den anderen Bergwerken aus dem Besitz der Rheinische Stahlwerke AG in die Nachfolgegesellschaft Arenberg Bergbau-GmbH über. Diese vollzog nun in den Jahren 1954 bis 1956 die endgültige Verbindung der Zechen Centrum mit der Zeche Fröhliche Morgensonne zur Zeche Centrum-Morgensonne. Zur Konzentration der Förderung wurde nun Schacht Centrum 7 zum Hauptförderschacht ausgebaut. Das vorhandene Schachtgerüst wurde quasi durch Verdoppelung zum Doppelbockfördergerüst umgebaut.

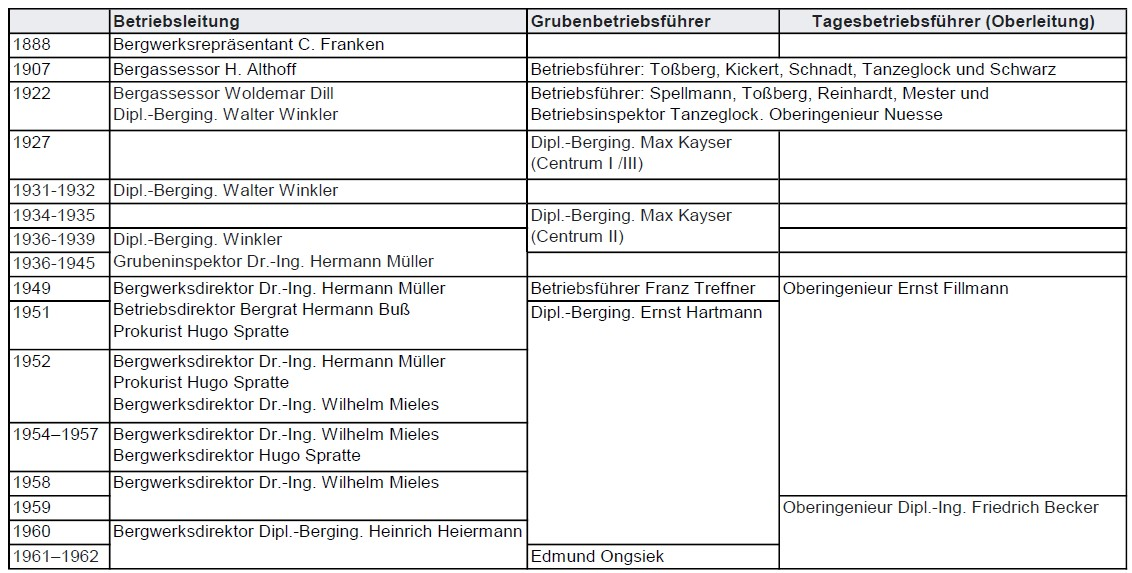
Führungspersonal der Zeche Centrum

Die Förderung aus den zusammengefassten Grubenfeldern erreichte zeitweilig fast die Marke von einer Million Tonnen Fettkohle. Trotzdem zeichnete sich ab, dass das Grubenfeld keinerlei Expansionsmöglichkeiten mehr hatte. Weiterhin führte die ab 1958 in vollem Umfang einsetzende Kohlenkrise zu einer hohen Anzahl an Feierschichten und einem daraus resultierenden Produktivitätsverlust. Daher meldete die Arenberg Bergbau-GmbH die Zeche Centrum-Morgensonne zur Stilllegung im ersten Quartal 1963 an, da sich die Gesellschaft auf die produktiv fördernden Zechen Prosper und Brassert konzentrieren wollte.

## Stilllegung
Die Stilllegung wurde am 31. März 1963 vollzogen und beendete ein über 100-jähriges Stück Bergbau- und Wirtschaftsgeschichte von Wattenscheid. Schacht 2 und die Schächte der Zeche Fröhliche Morgensonne wurden verfüllt sowie die dortigen Anlagen abgebrochen. Das Grubenfeld wurde an die Friedrich Krupp AG verpachtet. Schacht 1/7 blieb als Wetter- und Wasserhaltungsschachtanlage offen und wurde der nördlich anschließenden Zeche Hannover-Hannibal angegliedert, um die Restvorräte abzubauen. Die Centrum-Schächte wurden in die Bergwerke Bochum übernommen und bis zu deren endgültigen Stilllegung 1973 in Betrieb gehalten. Das markante Doppelfördergerüst wurde im November 1973 gesprengt.

Verwaltungsgebäude der Zeche Centrum in Bochum-Wattenscheid, 2007

Heutzutage sind lediglich die Gelände Centrum 1/7 und Centrum 2 als ehemalige Bergwerksgelände erkennbar. Die Reste von Centrum 1/7 befinden sich bei der Werkssiedlung an der Bochumer Straße rund um den Centrumplatz. In den ehemaligen Zechenbauten sind einige Kleinbetriebe untergebracht. Das Tor- und Verwaltungsgebäude ist vollständig erhalten und wird vom Evangelischen Kinder- und Jugendhaus (Jugendhilfecentrum) genutzt. Ein Lokomotivschuppen wird von einem Elektromotorenwerk als Montagehalle verwendet. Der Centrumplatz erfährt zurzeit einen grundsätzlichen Wandel hin zum Ortskern der Wattenscheider Heide. Die Belebung und Attraktivierung wird angestrebt durch umfassende bauliche Veränderungen. Die ansässige Kaufmannschaft (Werbering Wattenscheider Heide e. V.) organisiert unter anderem Sommerfeste, Osteraktionen, Herbst- und Weihnachtsveranstaltungen für die Bürgerschaft. Das Gelände Centrum 2 liegt an der Hansastraße. Erhalten ist die Zechenmauer und das ehemalige Fördermaschinenhaus, welches nun ebenfalls von einem Gewerbebetrieb genutzt wird.